# Протистояння на Грушевського

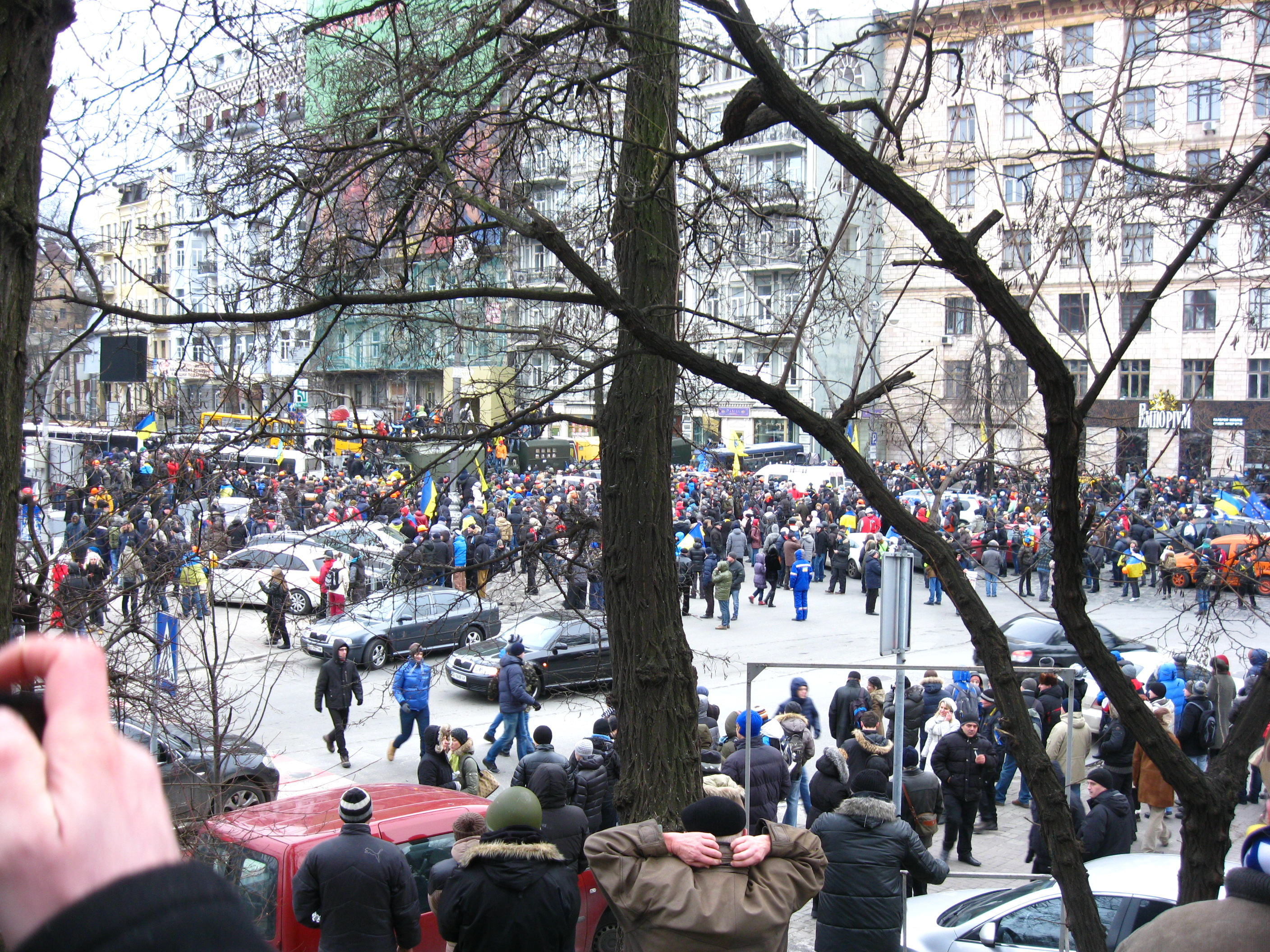
Вулиця Грушевського, 19 січня, 15:07

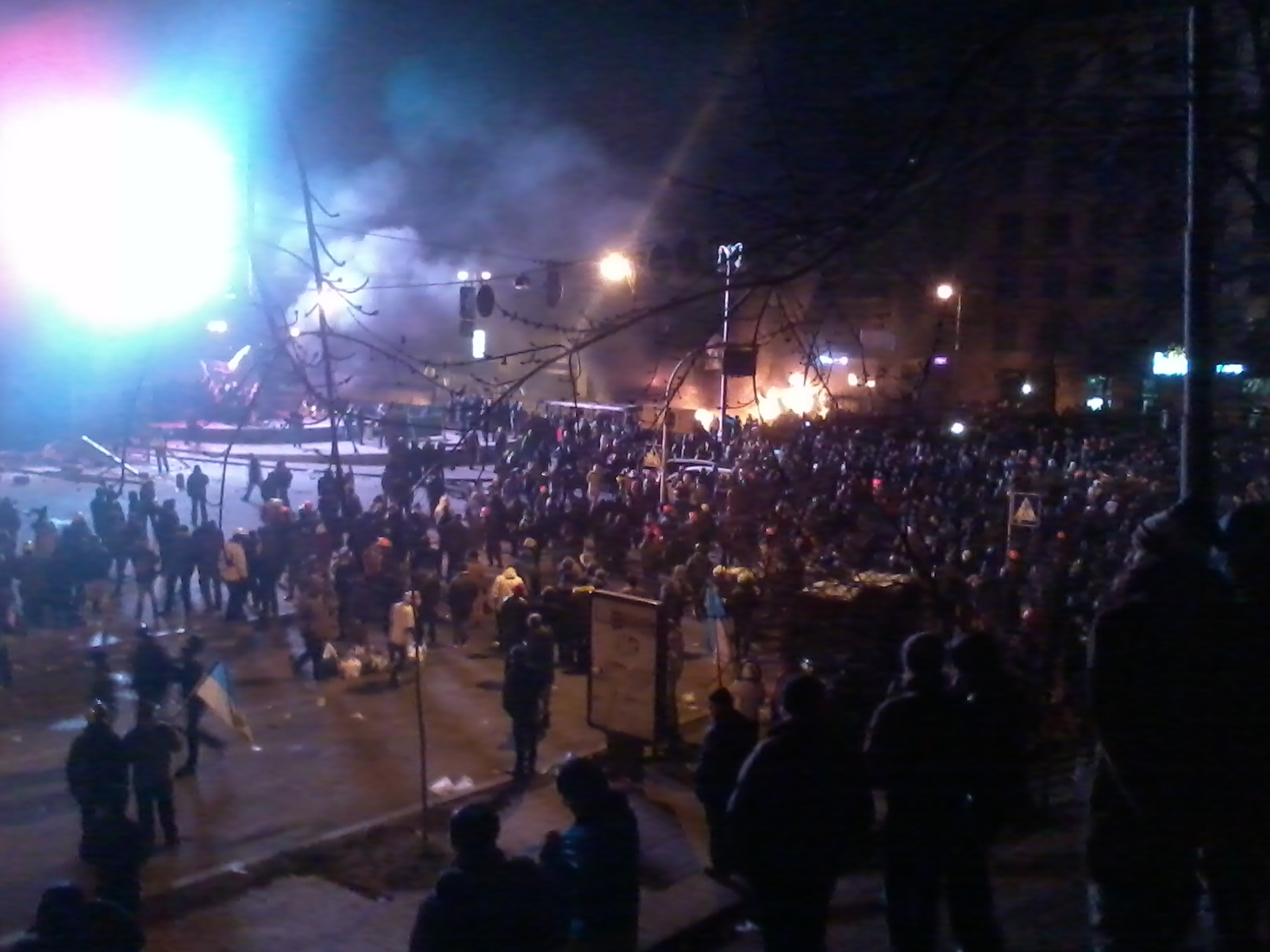
Вулиця Грушевського, 19 січня, 23:17

Протистояння на вулиці Грушевського (початок подій також називають «Кривава водохреща» або «Вогнехреща») — події в Києві, що відбувалися з 19 по 22 січня 2014 року в ході Європейської революції в Україні як реакція на загострення протистояння Євромайдану з офіційною владою України після прийняття 16 січня «Законів про диктатуру» та знаменували початок гарячої фази протистояння.
Штурм розпочався після того, як лідер партії Батьківщина Арсеній Яценюк на вимогу Майдану назвати єдиного лідера спротиву оголосив, що «Тут є лідер. Це український народ», частина людей з Євромайдану вирішили пройти до будівлі Верховної Ради, щоб висловити свій протест. Дорогу їм перекрили сили «Беркуту», які загородилися автобусами та вантажівками безпосередньо біля входу на стадіон «Динамо» імені Валерія Лобановського. Кілька тижнів до цього цей проїзд також був заблокований силовиками.

## Розвиток подій

### 19 січня

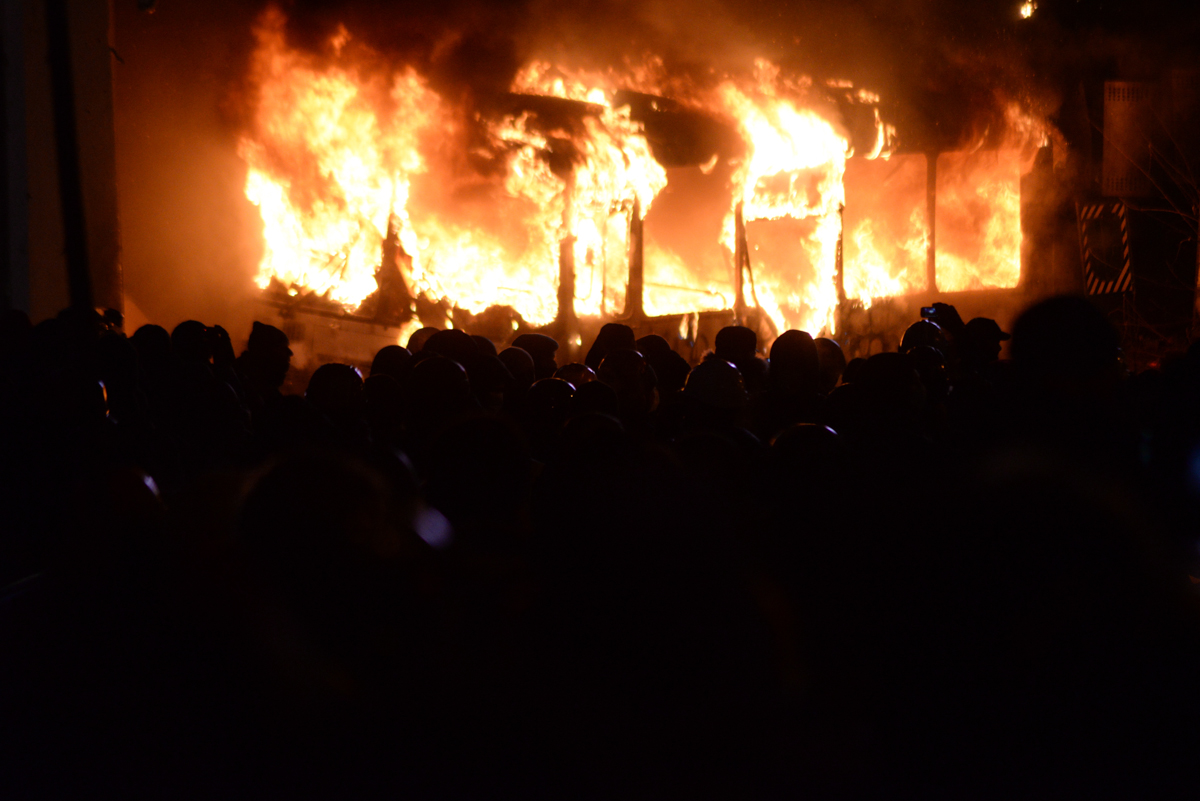
Підпалений автобус «Беркуту»

19 січня 2014 року, за повідомленням BBC, у Києві на Народному Вічі зібралось кілька десятків тисяч мітингувальників, що висловили своє обурення ухваленням «Законів про диктатуру». Поступово мирна акція переросла в жорстке протистояння з міліцією та внутрішніми військами.
Близько 15 години радикально налаштована група "Нарнія" разом групами з «Правого сектора» зробили спробу штурму кордону охорони до урядового кварталу. Унаслідок сутичок підпалено автобус «Беркуту», а самих бійців закидали камінням і петардами. Спецпризначенці застосували спецзасоби і водомет..

Беркутівці напали на депутата Лесю Оробець, коли вона вийшла на Грушевського з боку Верховної Ради. Силовики побили її та людей, які її захищали.
|  | На мої крики "Чого ви мене б'єте, я ж вам нічого не роблю" вони з гиденькими смішками казали: "А ми тебе не б'ємо, ми тебе відтісняємо." |

 — розповіла депутат. Під час протистояння на вулиці Грушевського поранено депутата та коменданта Майдану Андрія Парубія.
За повідомленнями столичних медиків, станом на 20:00 неділі по медичну допомогу звернулися 24 постраждалих під час сутичок на Європейській площі та біля стадіону «Динамо», трьох з них госпіталізували. У двох — рвані рани, у третього — перелом руки. У свою чергу, у МВС повідомляють про більш ніж 70 постраждалих правоохоронців. 40 працівників органів внутрішніх справ госпіталізовані.

Бачачи розгортання протистояння, Віталій Кличко разом з іншими опозиційними лідерами[джерело?] вирушив до Межигір'я вимагати зустрічі з президентом, проте на прийом до Януковича потрапив тільки Кличко. Він повідомив Януковичу, що
|  | ... потрібне термінове втручання, оскільки ситуація — на межі громадянської війни, і ні в якому разі не залучати міліцію і «Беркут» |

За словами Віталія Кличка, президент добре проінформований про перебіг сутичок на Грушевського і постійно отримує нову інформацію. Лідер УДАРу додав
|  | Також я чітко йому окреслив, що ціна питання – відставка уряду та президента. Янукович зробив вигляд, що пропустив це повз вуха |

Разом з тим, Віктор Янукович заявив про готовність розпочати переговори з представниками опозиції для врегулювання ситуації, що склалася. За словами президента, в понеділок, 20 січня, зранку мають створити комісію з представників адміністрації президента, Кабміну та представників опозиції, яка займеться вирішенням кризової ситуації в країні. Робочу групу Янукович доручив створити Клюєву, якого вважають причетним до розгону Майдану 30 листопада 2013 р. Протестуючі вважають, що таким чином Янукович намагається затягнути час, щоб зібрати у Києві більше службовців внутрішніх військ зі всіх областей України.
Біля стадіону «Динамо» всю ніч постійно тривала канонада. Два гранатомети беркутівців вели постійний обстріл барикад снарядами зі сльозоточивим газом та світло-шумові гранати, а водомети постійно лили воду, перетворюючи вулицю Грушевського на суцільну льодяну ковзанку.

#### Львів
Після того, як в інтернеті з'явилася інформація про те, що солдатів внутрішніх військ військової частини 4114 відправляють до Києва на придушення Євромайдану, три сотні жителів Львова зібралися біля будівлі частини внутрішніх військ на вулиці Тролейбусній, щоб заблокувати військових. Оточили увесь квартал між вул. Стрийською, Науковою, Тролейбусною та Рубчака. Впродовж усієї ночі заблокованими залишалися частина внутрішніх військ МВС на вул. Стрийській та військова частина на вул. Княгині Ольги. Блокування бази «Беркуту» та Внутрішніх військ МВС продовжувалось і зранку 20 січня.

#### Івано-Франківськ
В Івано-Франківську 19 січня близько півтисячі активістів блокували виїзд із місцевої частини внутрішніх військ № 1241. Журналісти 5 каналу лише ззовні нарахували чотири автобуси, заповнених бійцями. Командир частини підполковник Василь Грицай назвав це «командно-штабними навчаннями» та «перевіркою боєготовності особового складу».
Мешканці Івано-Франківська продовжували блокування військової частини й 20 січня.

### 20 січня

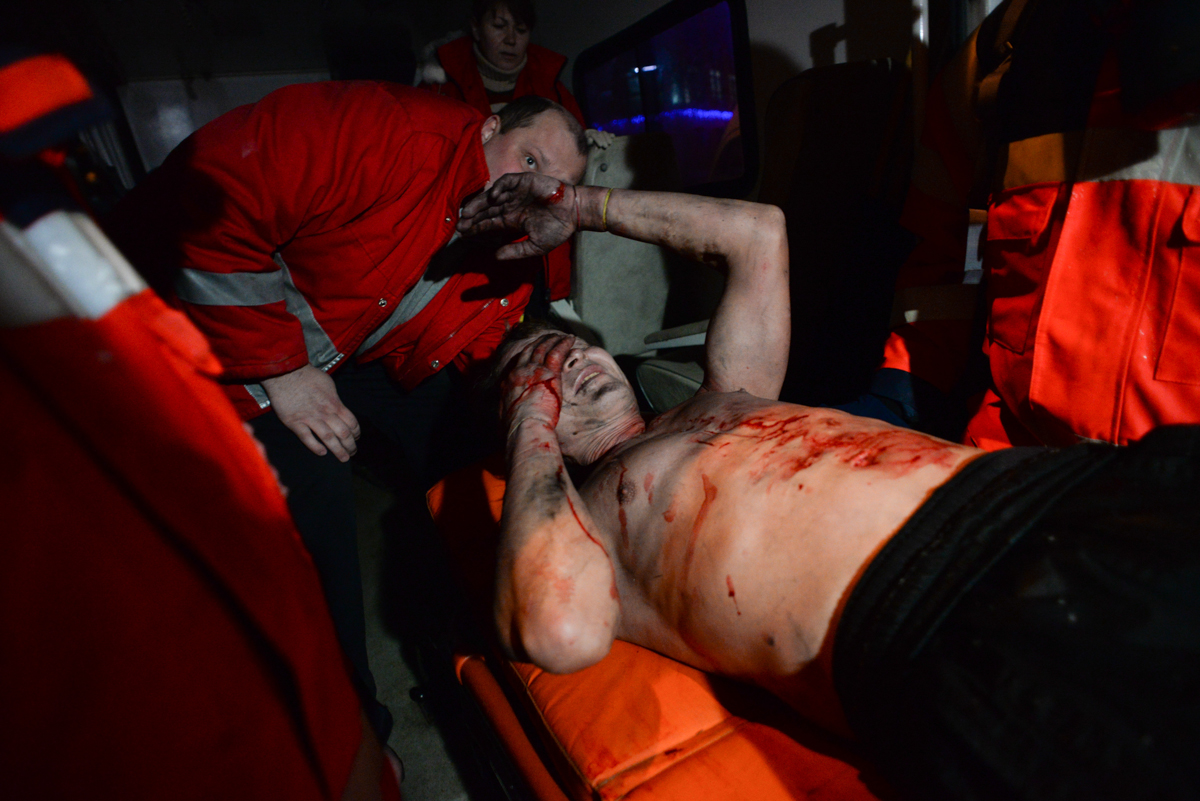
Лікарі надають першу допомогу постраждалому

#### Київ
Близько 11 ранку мітингувальники почали будувати требушет.
В ніч з 19-го на 20-те січня зіткнення тривали, десятки людей з обох боків отримали поранення, внаслідок прицільної стрільби гумовими кулями декілька мітингувальників отримали важкі поранення.
Після того як вдало почав працювати требушет, беркут кинувся у наступ та розламав, требушет який побудували активісти[джерело?].

#### Ужгород
За повідомленням 5 каналу 20 січня в Ужгороді активісти Євромайдану також пікетували Ужгородський батальйон внутрішніх військ.

### 21 січня

#### Київ
В ніч з 20-го на 21-ше січня продовжувались зіткнення, в результаті яких мітингувальники були дещо відтіснені від барикад, але на ранок їм вдалось повернути втрачене. Силове протистояння було призупинене 4-ма священниками, які стали між протестувальниками та спецпідрозділами.

### 22 січня

#### Київ

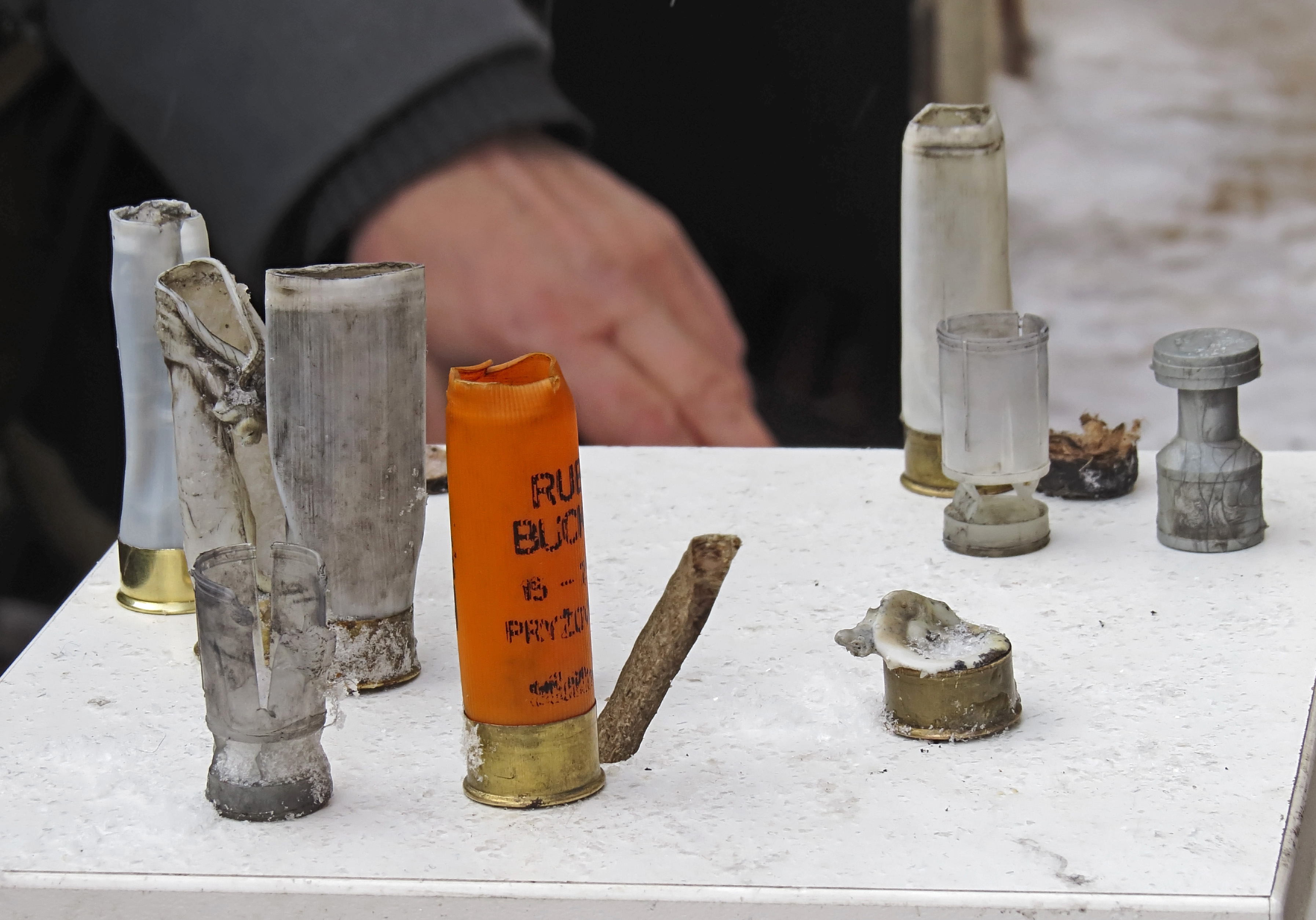
Гільзи та куля від набоїв, що використовував «Беркут»

Близько 8 ранку 22 січня «Беркут» раптово пішов в атаку на вулиці Грушевського, застосовуючи стрільців гумовими кулями. Таким чином «Беркут» захопив територію протестувальників аж до перехрестя з вулицею Хрещатик. Там зупинилась передня лава спецпризначенців. Поки вони стояли «стіною» на перехресті, решта на «захопленій» території розбирали барикади, били кийками й затримувати майданівців. О пів на дев'яту «беркутівці» під тиском майданівців повернулись на попередні позиції — за лінію спалених автобусів.
Внаслідок атаки Беркуту близько 200 протестувальників було поранено. О 8:29 протестувальники пішли в контратаку.
За повідомленням «ВВС Україна» та «Української правди» 22 січня, «один з керівників медичної служби Євромайдану підтвердив загибель учасника сутичок на вулиці Грушевського. Молодий хлопець отримав чотири вогнепальних поранення. Смерть констатували приблизно о шостій годині ранку.» Одне з кульових поранень отримав в шию, ще одне — в голову. Ім'я цієї людини — Сергій Нігоян, один з охоронців Євромайдану, 20-річний вірменин з Дніпропетровської області. ЗМІ повідомили про те, що застрелено ще одну людину — Михайла Жизневського. Згодом з'явилась інформація про те, що лікарі виявили в тілі одного із загиблих кулю від снайперської гвинтівки Драгунова калібру 7,62 мм, в іншого — пістолетну кулю калібром 9 мм. Пізніше лікарі, що працюють на вул. Грушевського, повідомили, що загинуло 5 людей, у 4 загиблих можна було чітко визначити поранення від вогнепальної зброї. Співчуття сім'ям загиблих виказав, в тому числі, Президент Віктор Янукович.
О 10-й ранку беззбройні протестувальники, попри обстріл з боку спецпідрозділів, вийшли на нейтральну зону і спробували провести перемовини, які нічим не закінчилось. За час перемир'я в декількох метрах перед основною барикадою протестанти встигли звести зі снігу та автопокришок ще одну невелику барикаду. Близько 11-ї години спецпідрозділи числом біля кількох тисяч розпочали масований наступ і відтіснили протестувальників по вулиці Грушевського аж до Європейської площі. По обіді спецпідрозділи були контратаковані майданівцями і відійшли на попередні позиції, на яких також з'явився бронетранспортер.
Цього ж дня, близько 14-ї години розпочалася зустріч Президента Віктора Януковича з очільниками опозиції.
О 14:20 в прямому ефірі каналу «1+1», після висвітлення актуальних подій, ведучий заявив, що можливий напад тітушок на студію каналу.

### 23 січня

#### Кривий Ріг
В Кривому Розі біля бази «Беркуту» на вулиці Ціолковського зібралися місцеві жителі разом з членами ВО «Свобода», щоб не допустити можливий виїзд в Київ з міста 3 автобусів з більш ніж 70-ма співробітниками підрозділу.

### 24 січня
Після 21-ї години силове протистояння між протестувальниками та спецпризначенцями поновилося. Причиною цього стали постріли гумових куль з боку міліціонерів, і одна з куль потрапила в одного з активістів. Після цього у відповідь у правоохоронців полетіло каміння, петарди та коктейлі Молотова. Барикади з автомобільних шин знову запалали. Міліція також застосувала світлошумові гранати та стріляє гумовими кулями. Водночас представники МВС заперечили факт використання зброї, і провину за порушення перемир'я поклали на протестувальників.

### 25 січня
Вранці сутички припинилися, а один з активістів пішов на перемовини з правоохоронцями. Також між активістами та спецпризначенцями стали священники.
Вранці, за інформацією УНІАН, протестуючими була зайнята будівля Міністерства енергетики України, яке знаходиться на розі вулиць Хрещатик та Прорізної.

### Штурм Українського дому в ніч з 25 на 26 січня
В ніч з 25 на 26 січня 2014 року Український дім став ареною протистоянь між мітингувальниками Євромайдану та силовиками. Після інформації про те, що у разі намагання влади зачистити вулицю Грушевського спецпризначенці зможуть атакувати людей з тилу саме з Дому, значна кількість протестувальників зібралася біля нього. Були зведені барикади. Розпочалися облога та штурм будівлі. О 4:06 силовики, які виявились солдатами Внутрішніх військ, покинули приміщення.

За словами активіста Євромайдану Зоряна Шкіряка, півторамісячне перебування силовиків в приміщенні Українського дому негативно позначилось на будівлі: 
|  | 4 і 5 поверхи просто перетворені на помийну яму. Все розкидано, зламані меблі, всюди бруд, сміття, порожні пляшки, недопалки. |

Крім того, зірвані пломби складів з музейними цінностями.
На даху Українського дому виявилися набої до автомата Калашникова та карабіна Симонова

## Реакція на події

### Реакція в регіонах України
23 січня протестувальниками були зайняті Львівська, Рівненська, Тернопільська та Черкаська обласні державні адміністрації.
24 січня протестуючі зайняли приміщення Хмельницької облдержадміністрації.
25 січня активісти зайняли будівлі Вінницької облдержадміністрації.
Заяву на звільнення подав Голова Львівської ОДА Олег Сало, однак згодом відмовився від своєї заяви.

### Реакція українських політиків
20 січня 2014 року Харківський міський голова Геннадій Кернес засудив дії, спрямовані на підрив суверенітету й цілісності країни, на дестабілізацію життя територіальних громад, поклав відповідальність за події на вул. Грушевського у м. Києві на Арсенія Яценюка, Віталія Кличка та Олега Тягнибока, а також підтримав позицію Президента України Віктора Януковича та заявив, що готовий провести мобілізацію його прибічників.
22 січня на розширеному засіданні Ради Національного конгресу місцевого самоуправління, яке відбулось у Харкові, було ухвалено звернення щодо припинення протиправних дій опозиції в Києві. При цьому мер Харкова Геннадій Кернес пропонував, аби воно було доповнене словами про підтримку нардепів від Партії Регіонів та законів, ухвалених 16 січня 2014 року, але учасники заперечили ці правки, зазначивши, що їх слід додатково обговорити

### Реакція громадських рухів та об'єднань
Пізніше до них долучились ультрас одеського «Чорноморця», і до Києва виїхало близько 60-ти осіб. Також до боротьби проти вербування тітушок долучились ультрас сімферопольської «Таврії», запорізького «Металурга», а також ультрас з Кривого Рогу. Ультрас львівських «Карпат» оголосили про мобілізацію на Київ.

### Реакція церковних діячів
Пізніше прессекретар Володимир-Волинської єпархії УПЦ МП Віктор Мартиненко звернувся на своїй сторінці у Facebook до владики Павла: «Не говоріть від лиця усієї Церкви, ми розуміємо, що у вас спільні фінансові інтереси — просто станьте і, у черговий раз, на камери поцілуйте їх у сраку, а від усіх не треба!!!»

### Реакція світових ЗМІ
Журналісти 5 каналу провели моніторинг реакції світових ЗМІ (зі США, Великої Британії, Німеччини, Іспанії, Росії) на сутички між міліцією і населенням та зняли про це відеосюжет.

### Реакція закордонних політиків
|  | Люди питатимуть про мету ухвалення законів. І у вас не виходить переконати європейські уряди, що ваші наміри - це не звуження поля для політичних та громадянських свобод перед виборами 2015-го року." |

 — заявив 22 січня 2014 р. Саймон Сміт, посол Великої Британії в Україні.
|  | Це приголомшує: з нами говорили 67 хвилин і не дали жодного шансу задавати питання та поділитися власним поглядом. Більше того, не можу не зазначити, що ні від кого з вас цього ранку ми не почули жодного слова жалю щодо загибелі двох людей минулої ночі. " |

 — заявив 22 січня Крістоф Вайль, посол Німеччини в Україні.

## Реакція дипломатів
23 січня почесний консул України в Люксембурзі Клод Раду та почесний консул України в Познані Хоровський Вітольд на знак протесту проти нелюдяної політики влади президента Януковича написали заяви про відходження із займаних посад.

## Критика дій міліції
- Згідно з «Правилами застосування спецзасобів при охороні громадського порядку» забороняється нанесення ударів гумовим кийком по голові, шиї, ключичній ділянці, животу, статевих органах; світлошумові засоби відволікаючої дії (світлошумова граната «Заря», світлошумовий пристрій «Пламя») застосовуються на відстані не ближче двох метрів від людини. При застосуванні сльозогінних речовин забороняється прицільна стрільба по правопорушниках, розкидання і відстрілювання гранат у натовп, повторне застосування їх у межах зони ураження в період дії цих речовин.[61]
- Законодавство (на момент штурму) забороняло застосовувати водомет при температурі атмосферного повітря нижче, ніж 0 °C[62], проте міліція направляла водомет на людей, що протестували[63], при температурі повітря −8 °C[64].
- Також зафіксовані випадки, коли солдати спецпідрозділу кидають коктейлі Молотова[65][66] та каміння в демонстрантів та провокують демонстрантів непристойними жестами[66][67][68][69].
- Зафіксовані випадки знущання над затриманими, тримання їх на морозі голими, побиття, котрі журналісти порівняли з фашистськими: роздягання догола на морозі та групові фото та відеозйомка силовиків з оголеною людиною[70][71]. За визначенням колишнього прем'єр-міністра, ексголови СБУ Євгена Марчука, «Це можна розцінити однозначно — це звіряча розправа, яка не має нічого спільного взагалі з правоохоронною діяльністю. Це ж не банда, яка йшла містом і трощила все навколо себе, підпалювала автомобілі, розбивала вікна і так далі»[72]
- Силовиків звинувачують у викраденні людей (Ігоря Луценка, Юрія Вербицького тощо).
- Зафіксовані випадки застосування проти демонстрантів пристроїв для відкриття приміщень із спецбоєприпасами 12 калібру, дробовиків та іншої не передбаченої законом зброї[73].
- Спецпризначенців звинувачують також у тому, що вони перевищили свої повноваження й убили кількох активістів Майдану (Сергія Нігояна та інших).[74][75]

## Критикатітушок
За даними журналістів інформаційного агентства «MediaPort», котрі перепостила Українська правда, у Харкові створена ціла структура близьких до влади «штурмовиків», яких залучають до розгону політичних акцій і нападу на активістів. Серед них, зокрема, боксери харківських спортклубів з Всеукраїнської кікбоксерської асоціації WKA під керівництвом її президента Артура Марабяна, котрий не приховує своєї участі у багатьох резонансних зіткненнях, та бійці з «спортивного клубу» «Оплот», котрим керує колишній співробітник УБОЗу Євген Жилін.

## Галерея

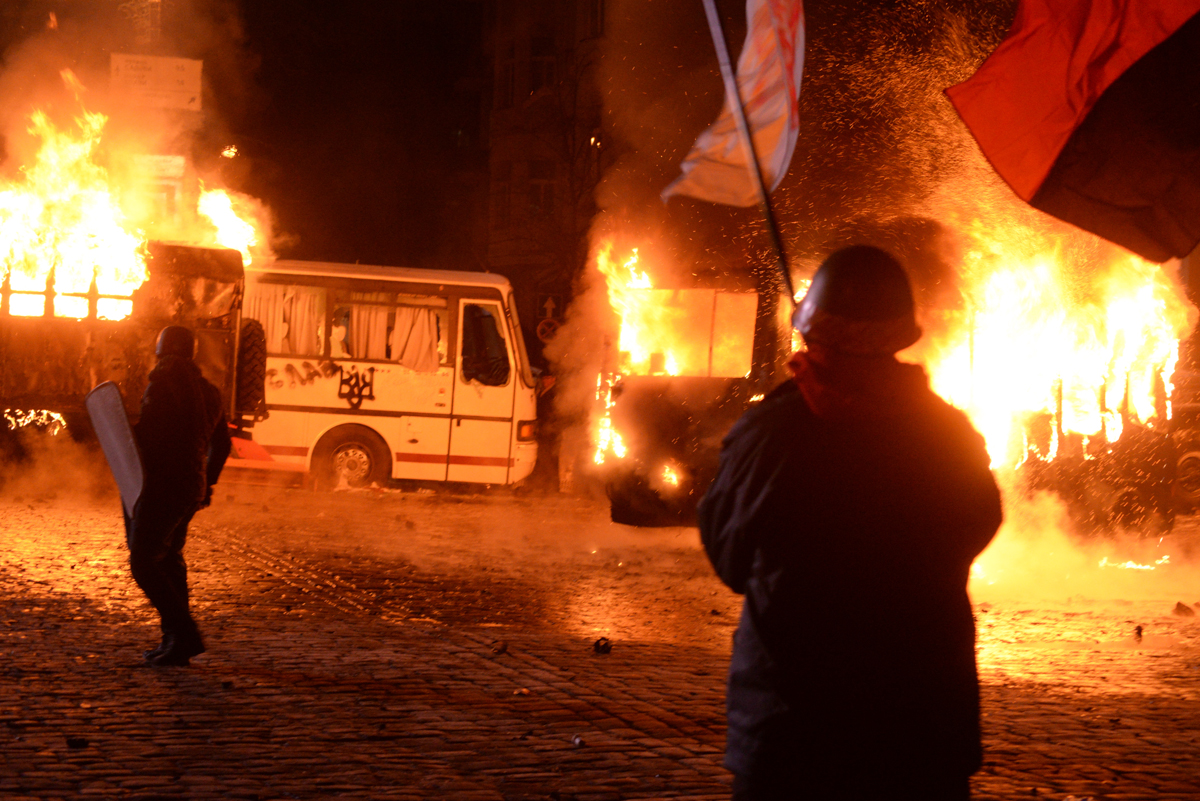
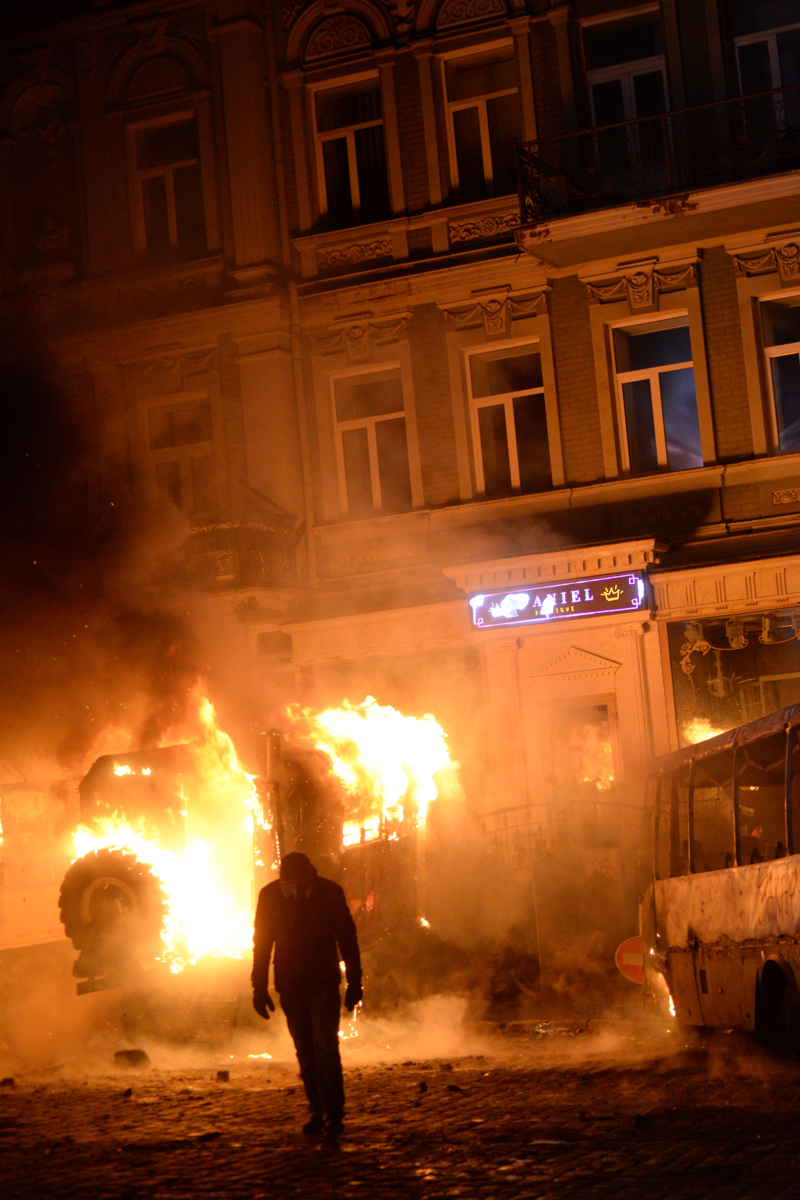
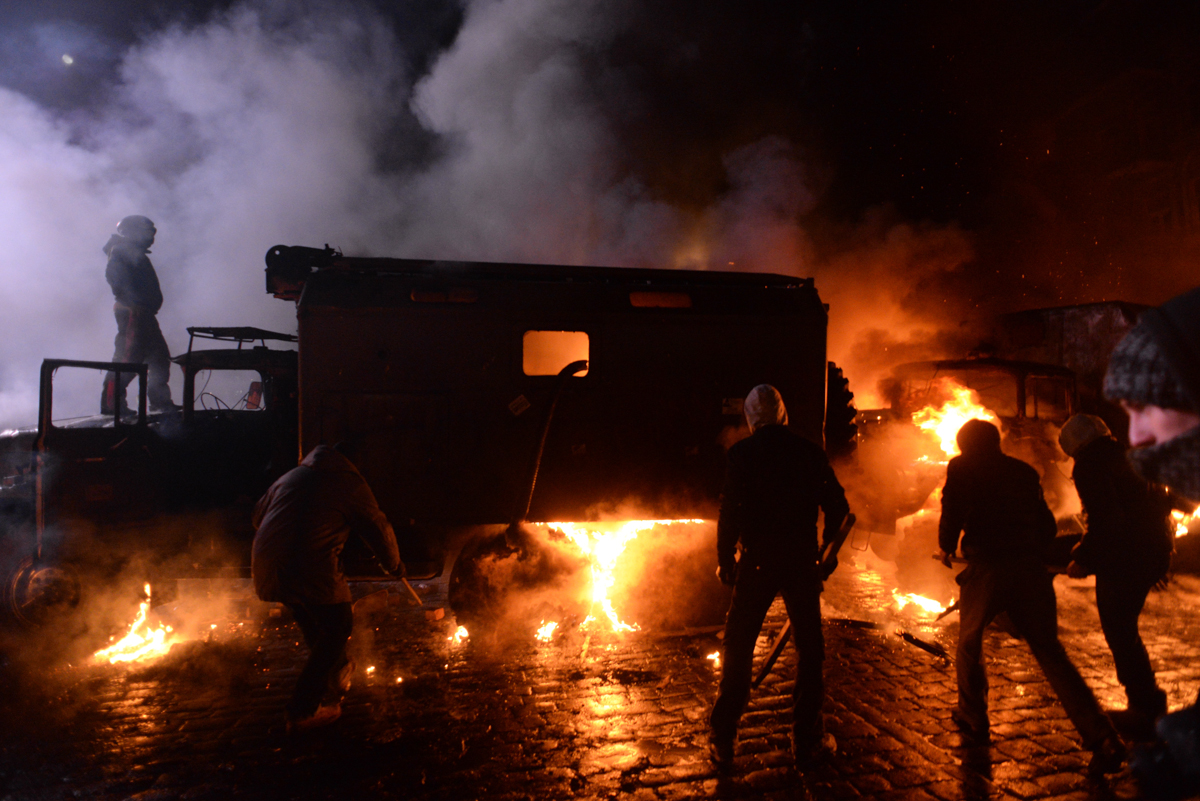
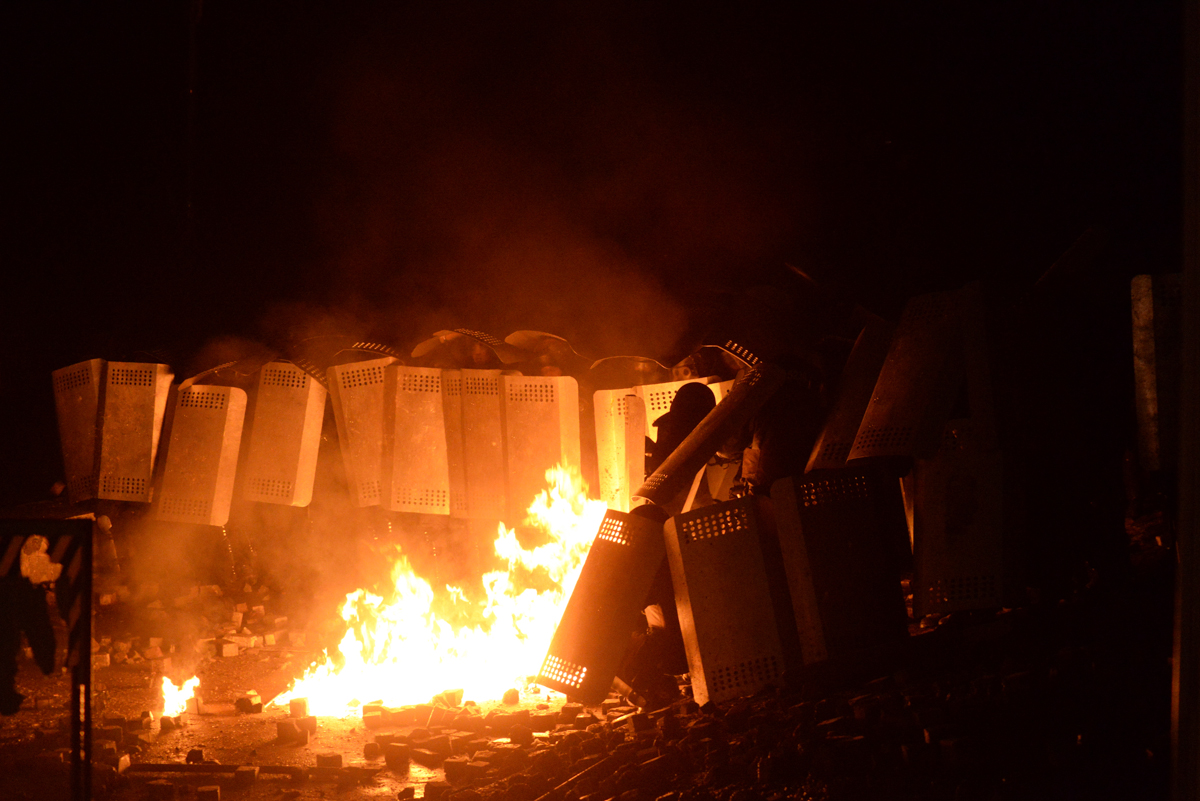
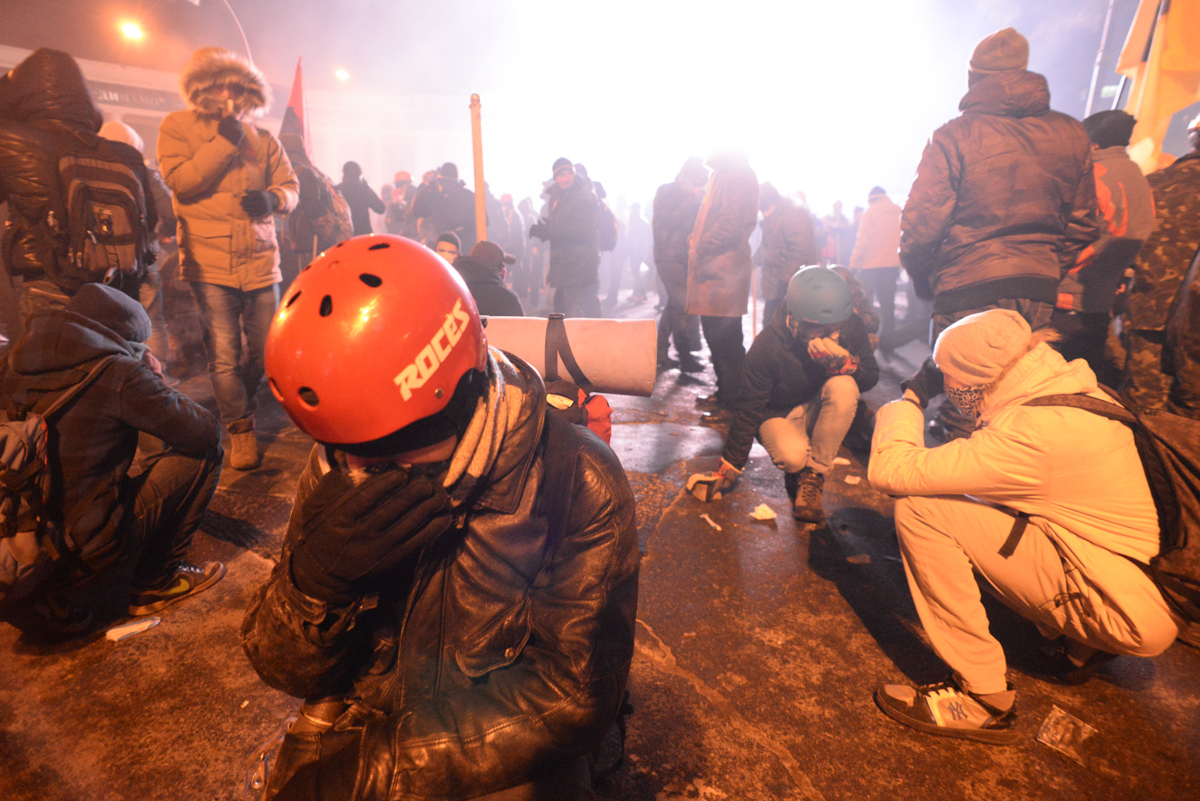
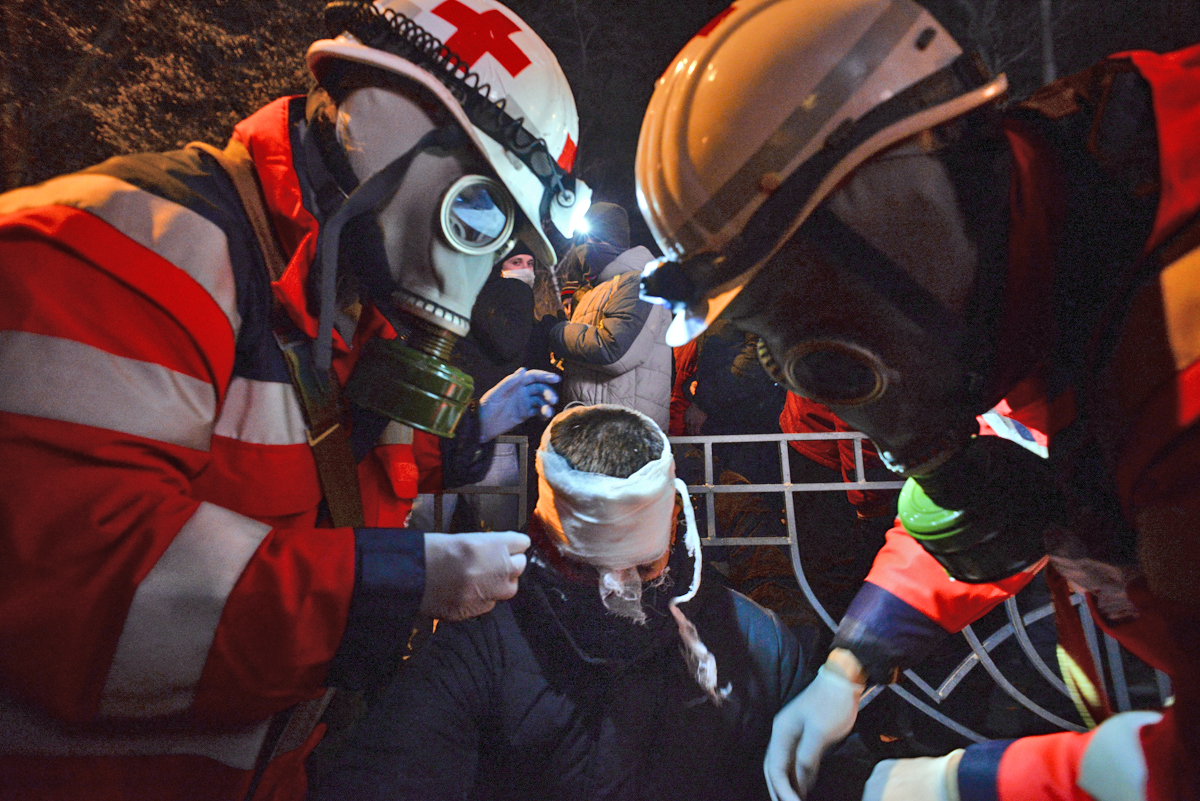

Вечір 19 січня
20 січня

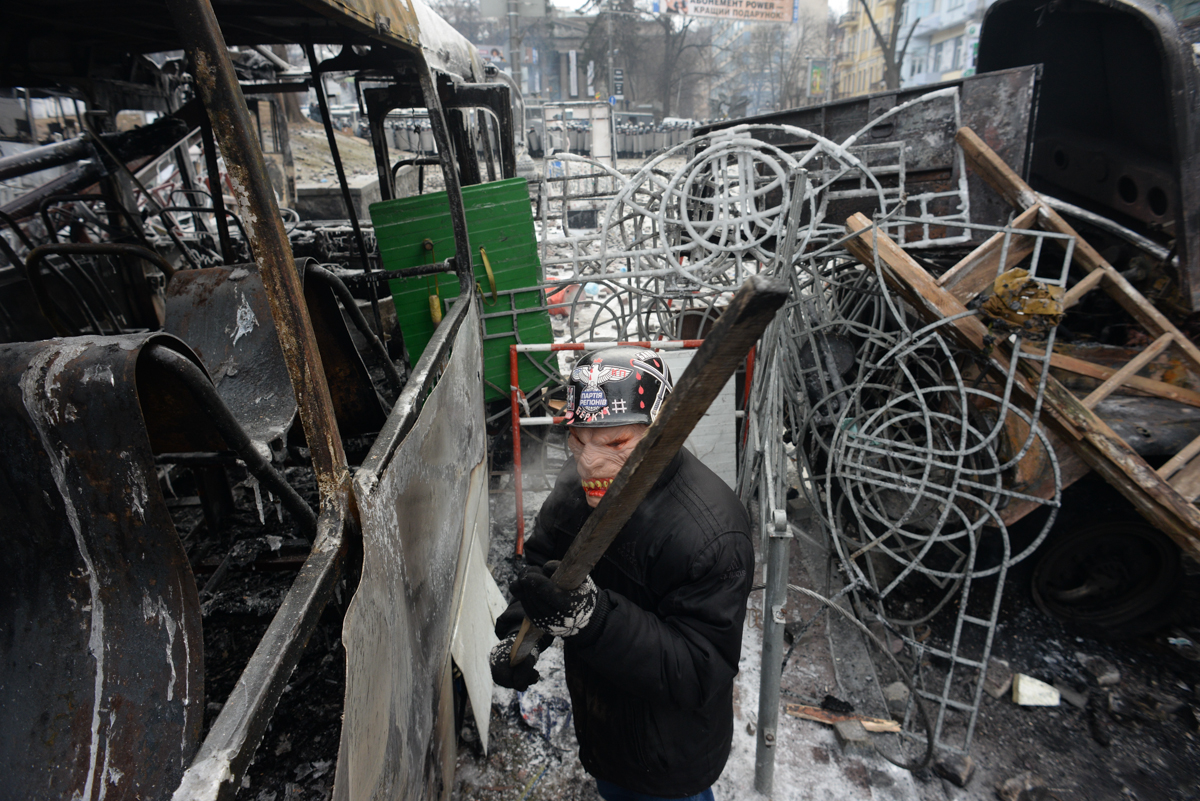
Протестувальник на барикадах
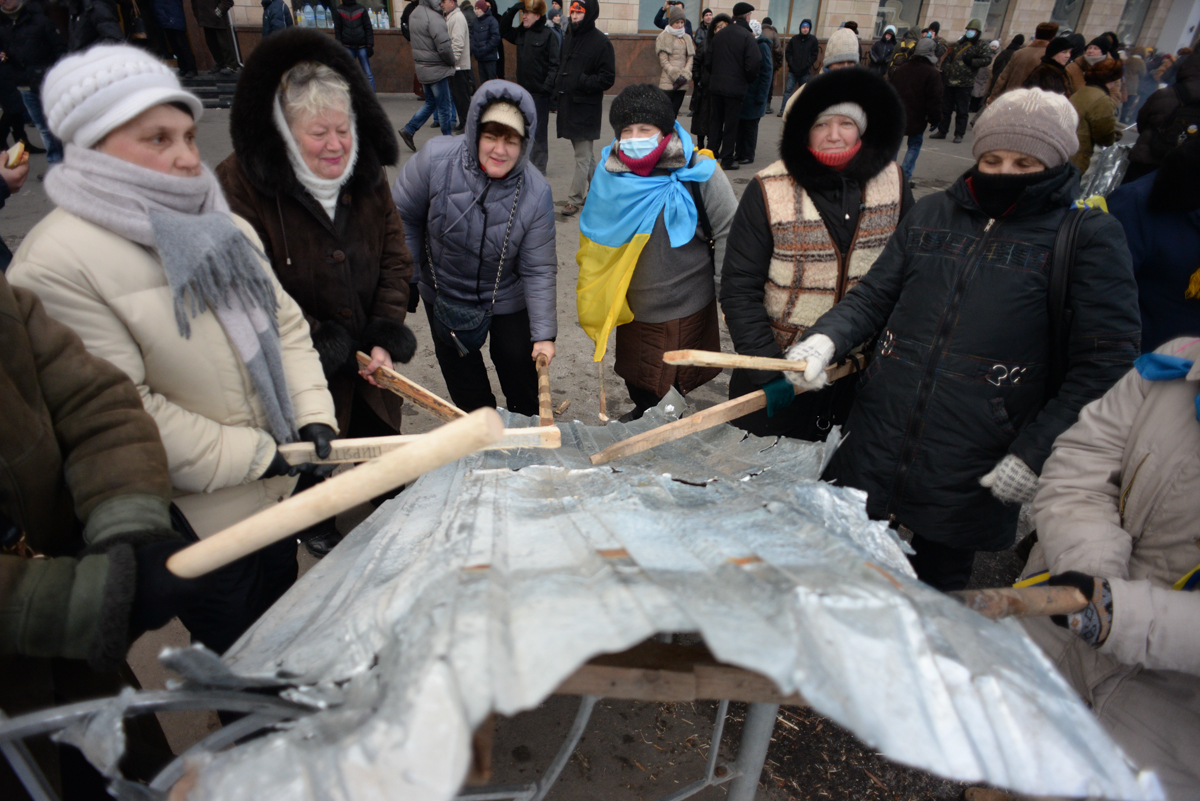
Жінки вибивають ритм на блясі
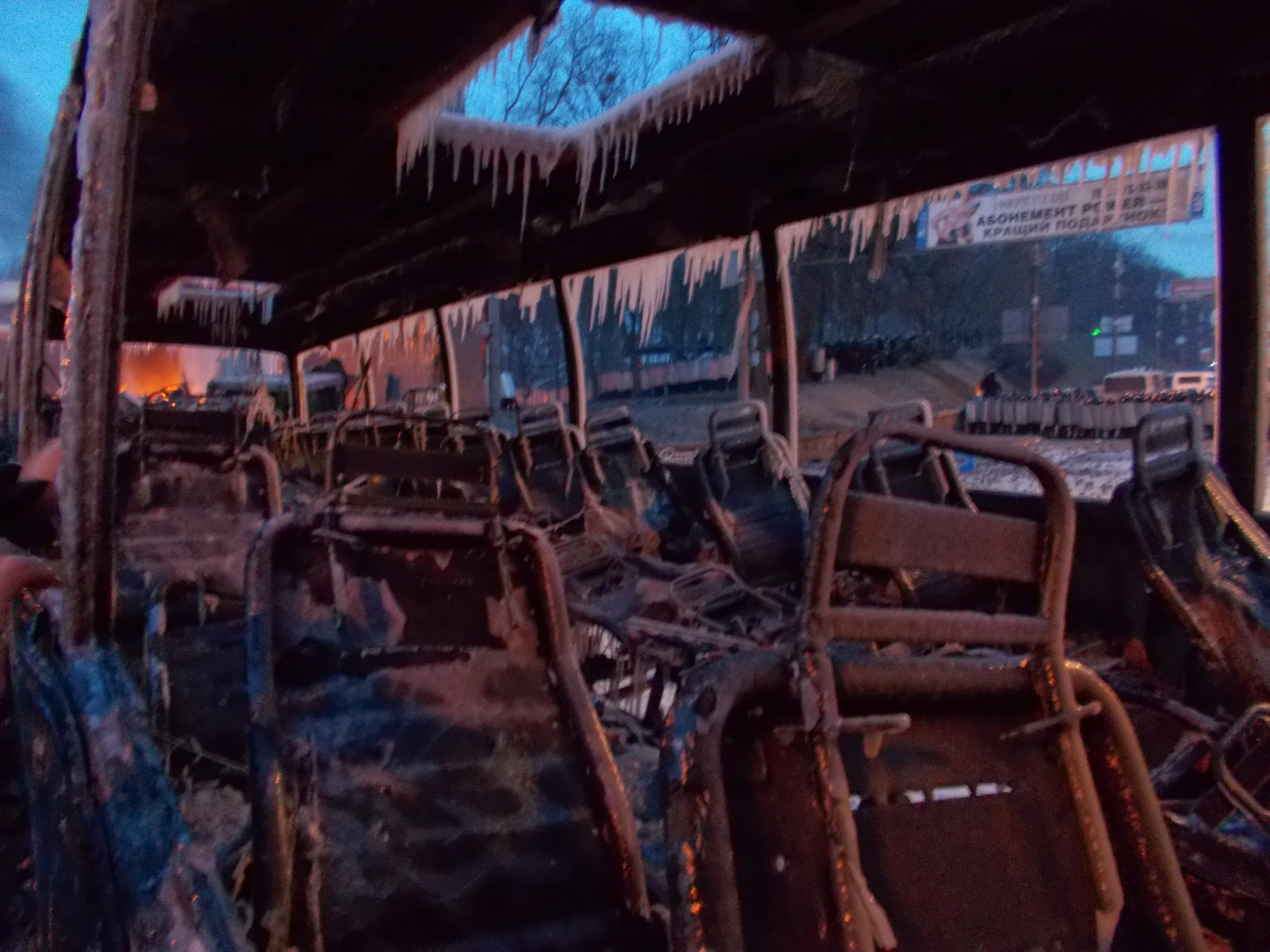
Позаду спаленого автобуса кордони міліції
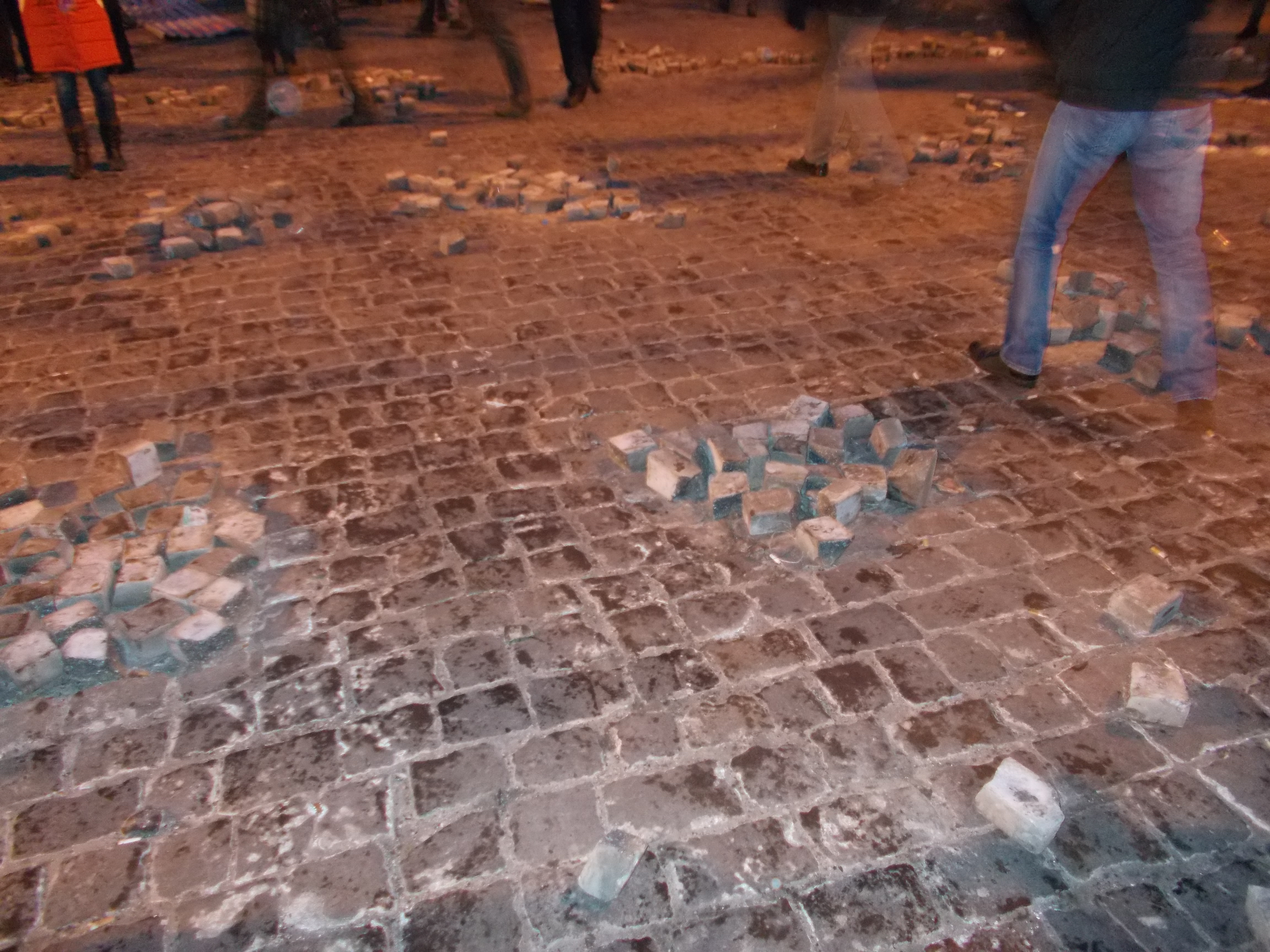
Купки плитки на бруківці
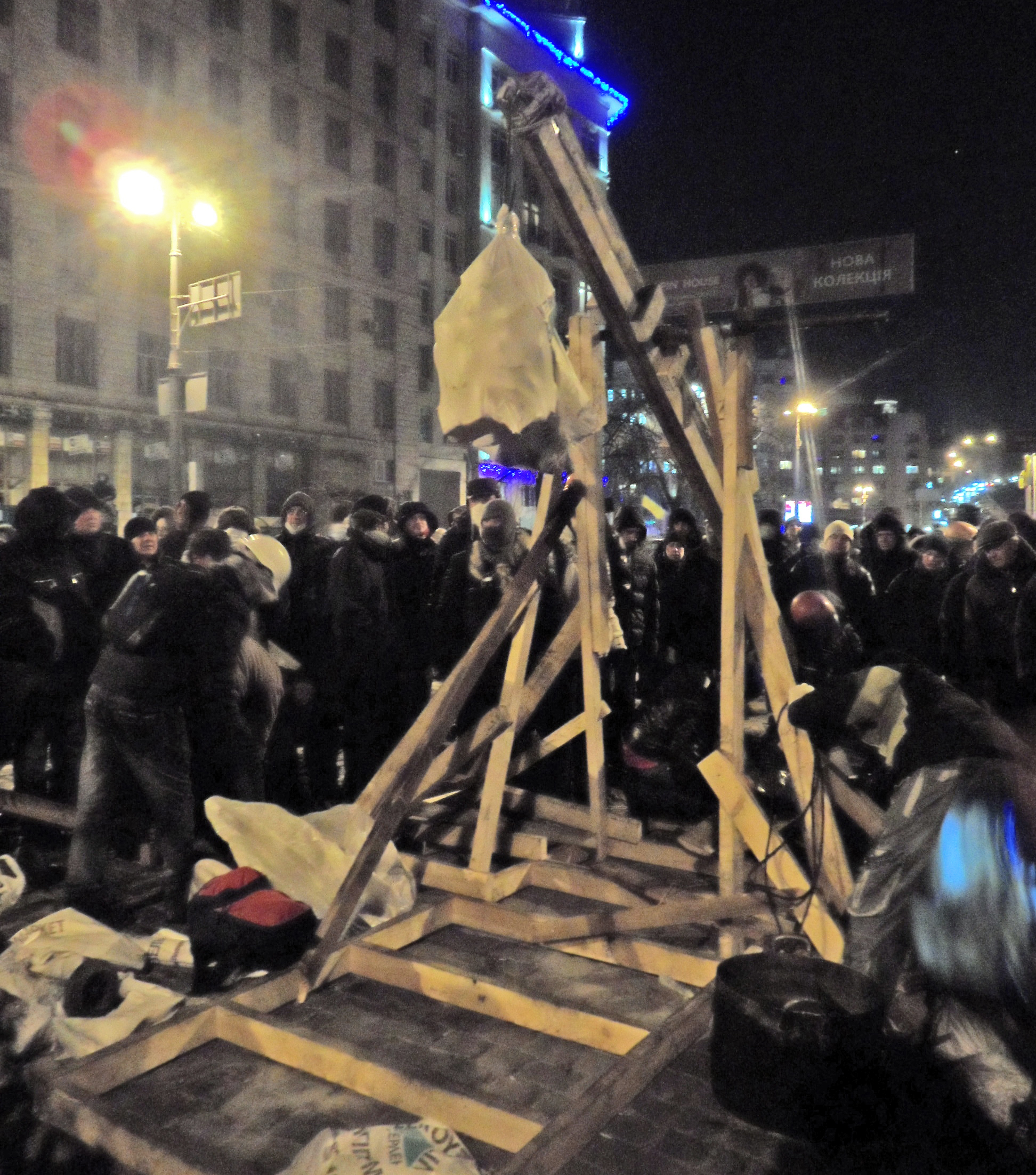
Требушет
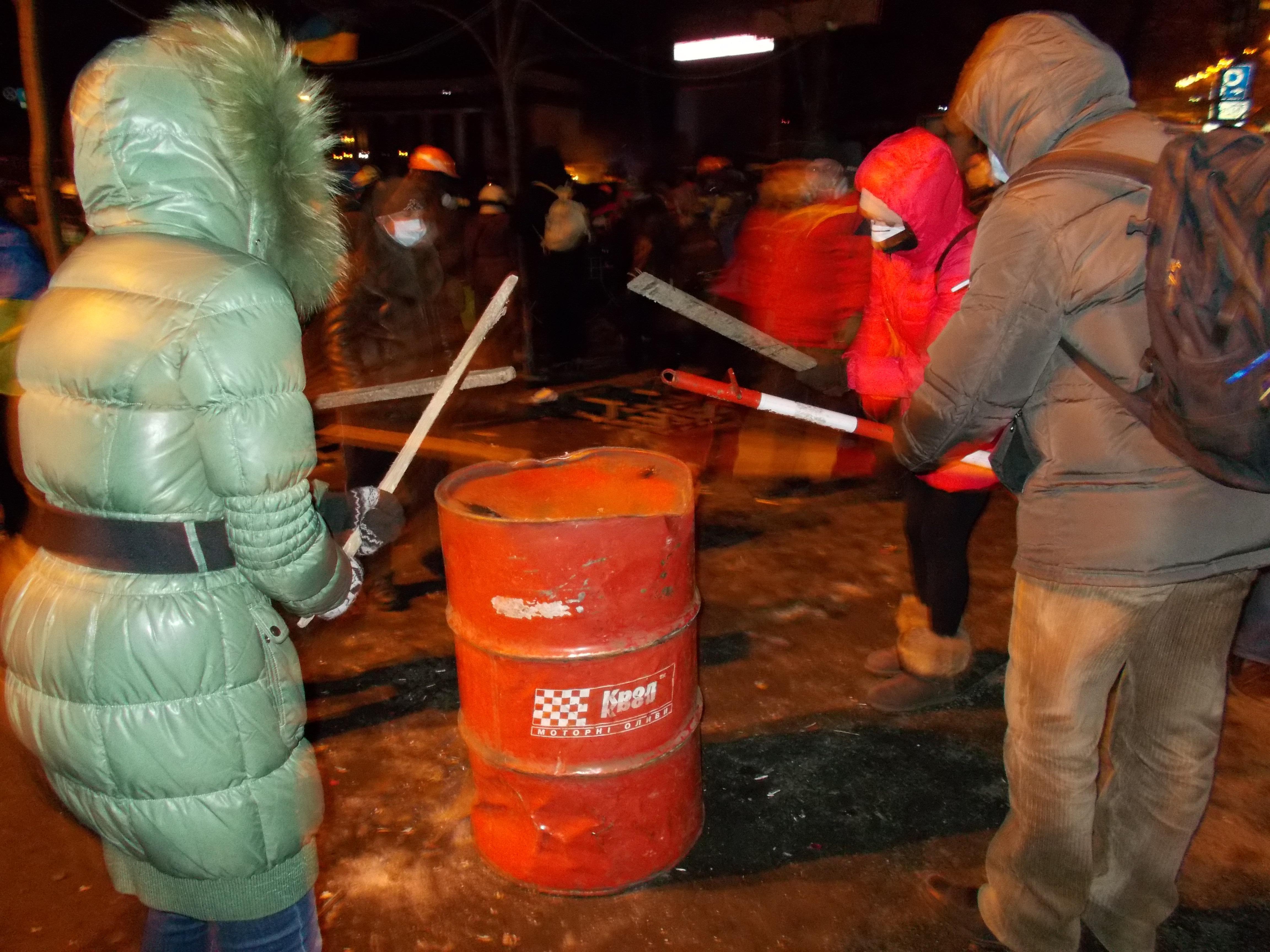
Двоє жінок і чоловіків вибивають ритм на бочці

22 січня

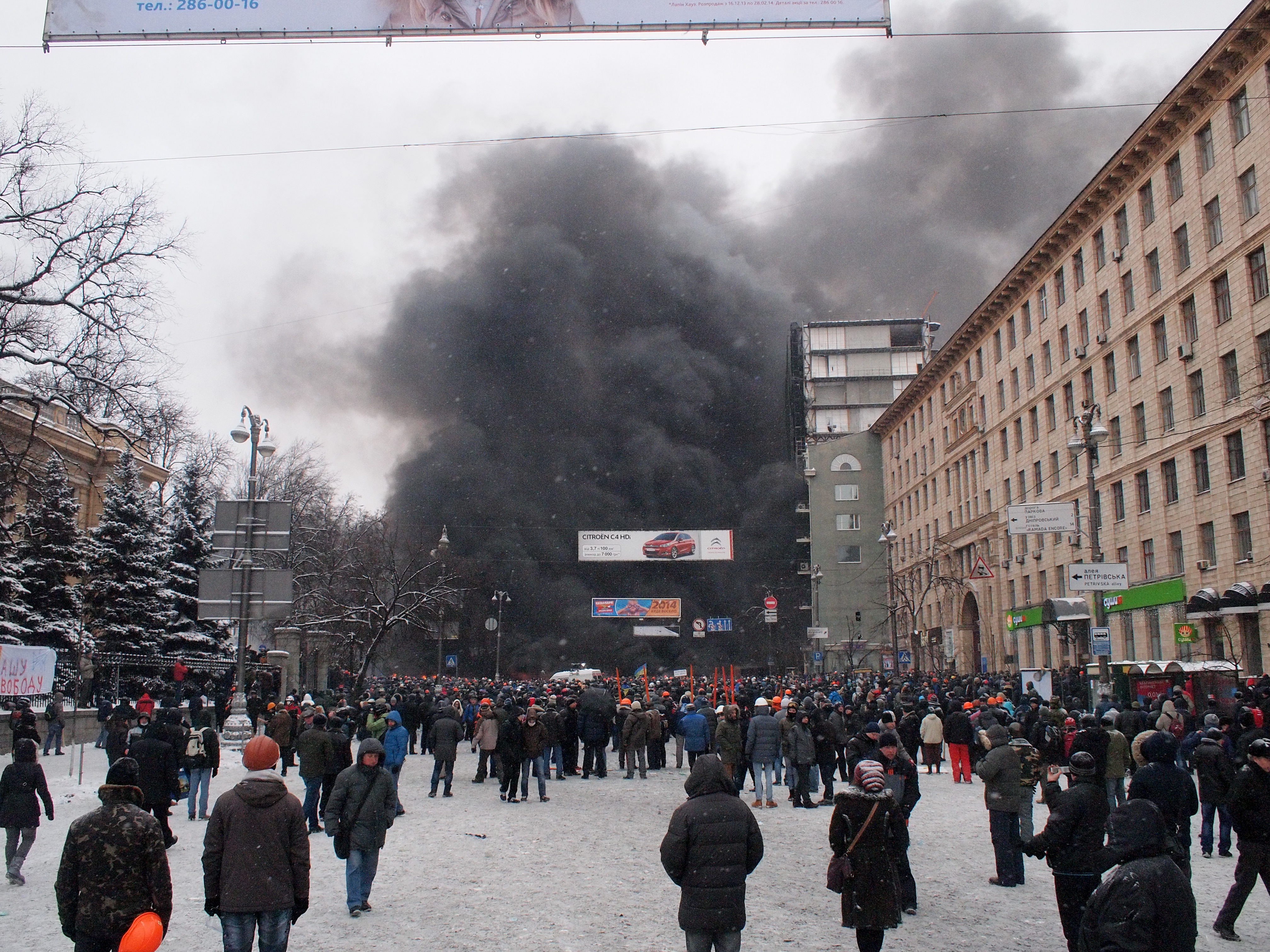
Стовп диму закриває урядовий квартал
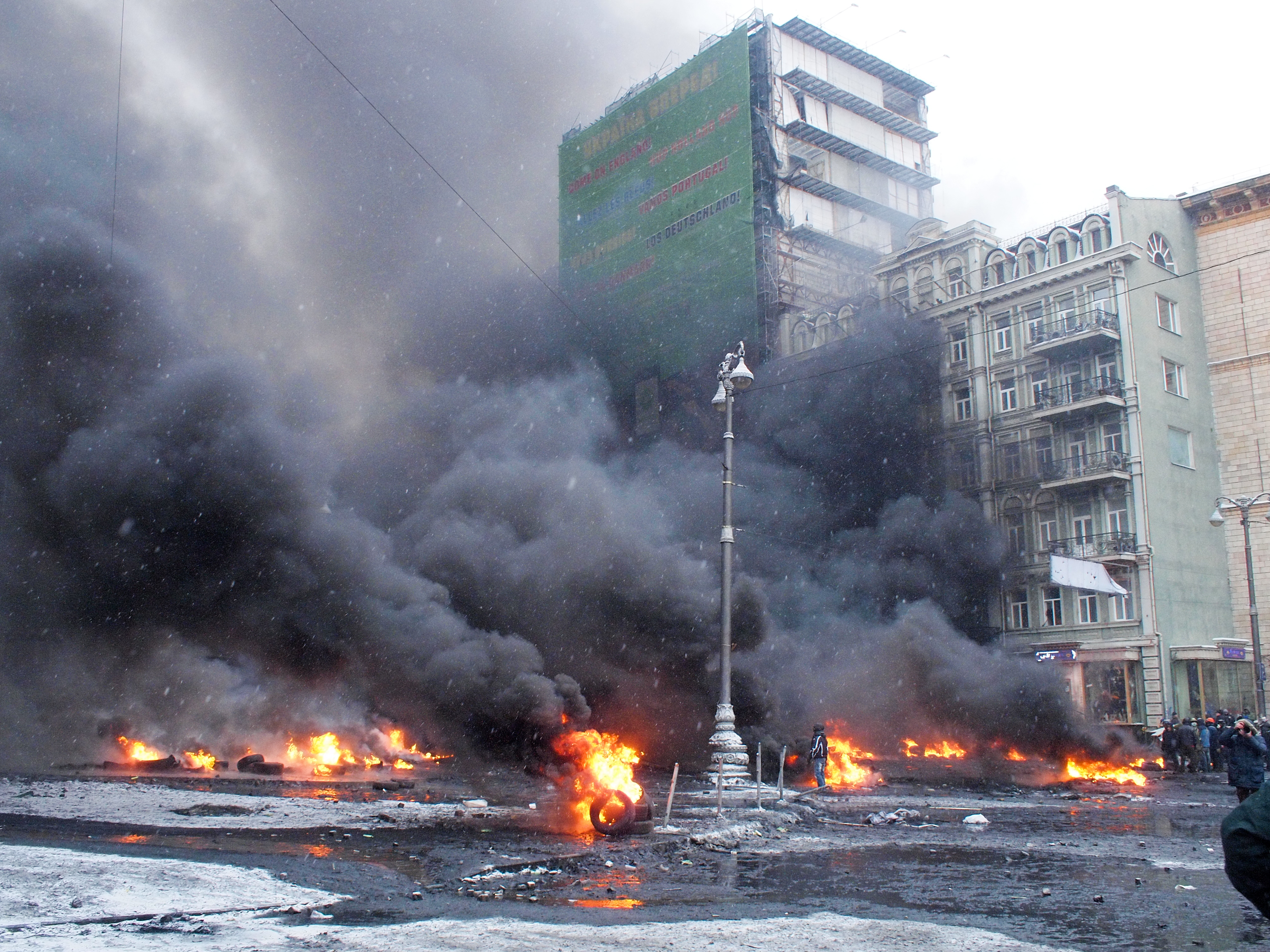
Звої диму від багать
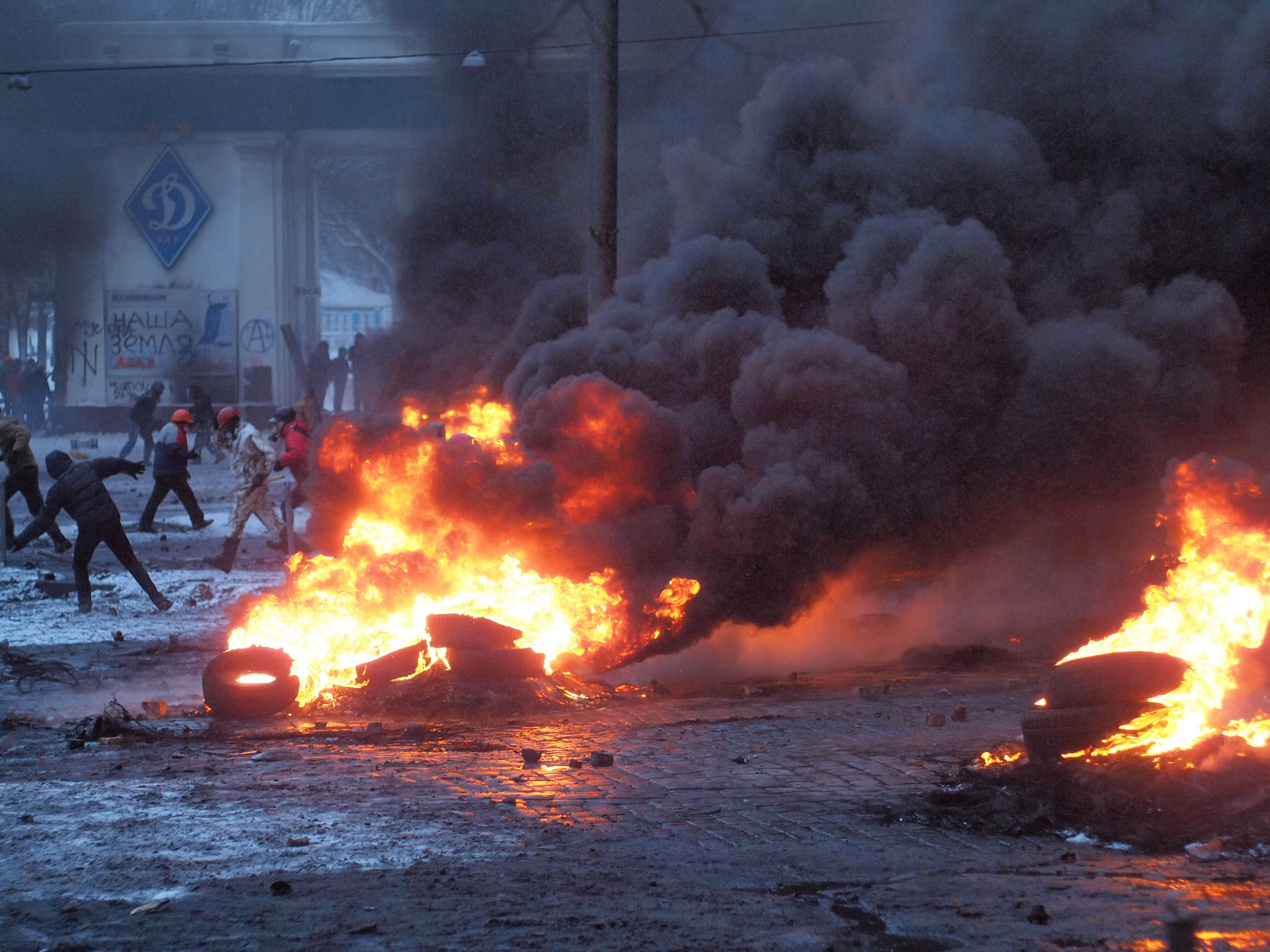
Вогнища та активісти
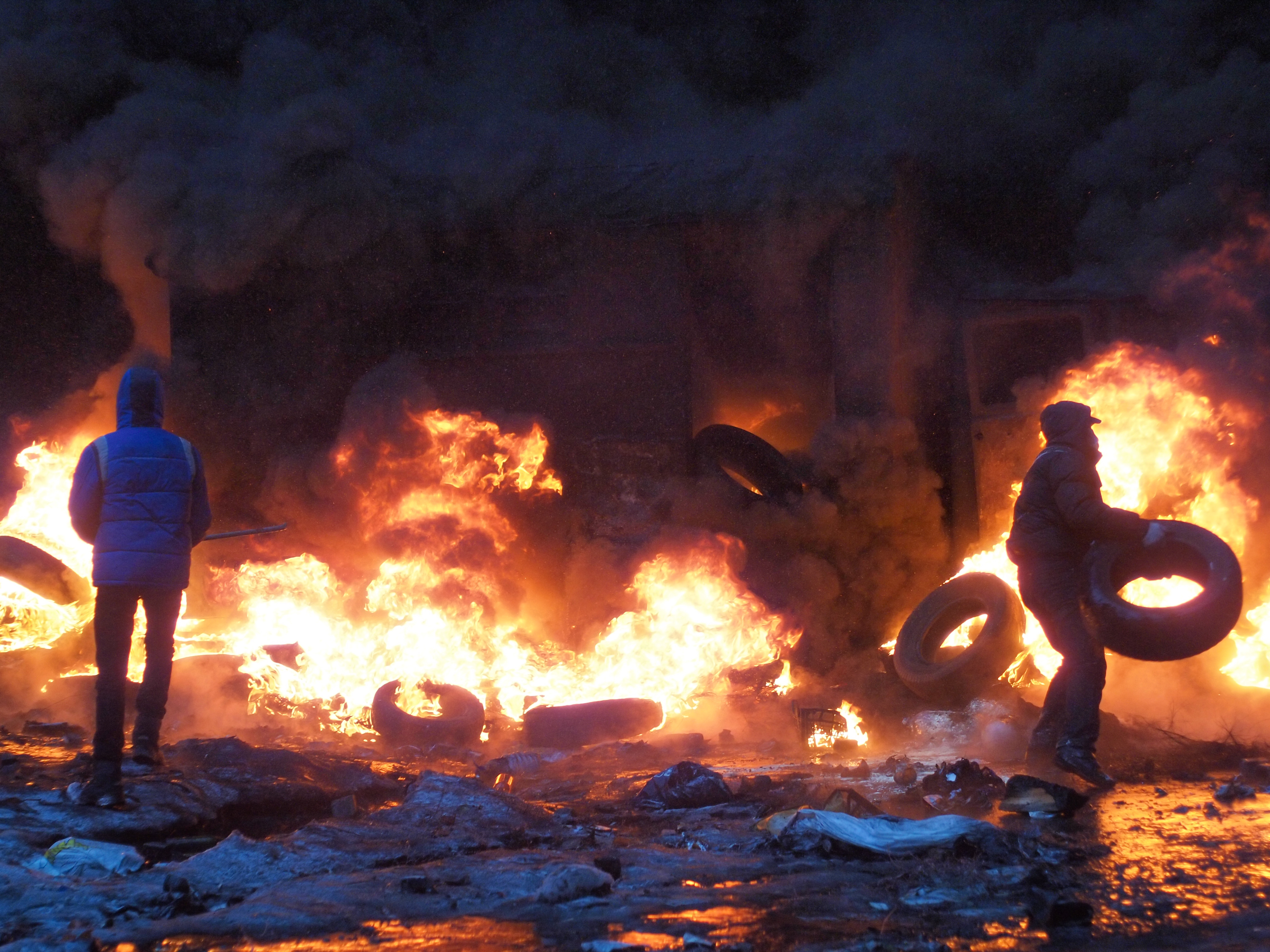
Активісти підтримували багаття з покришок
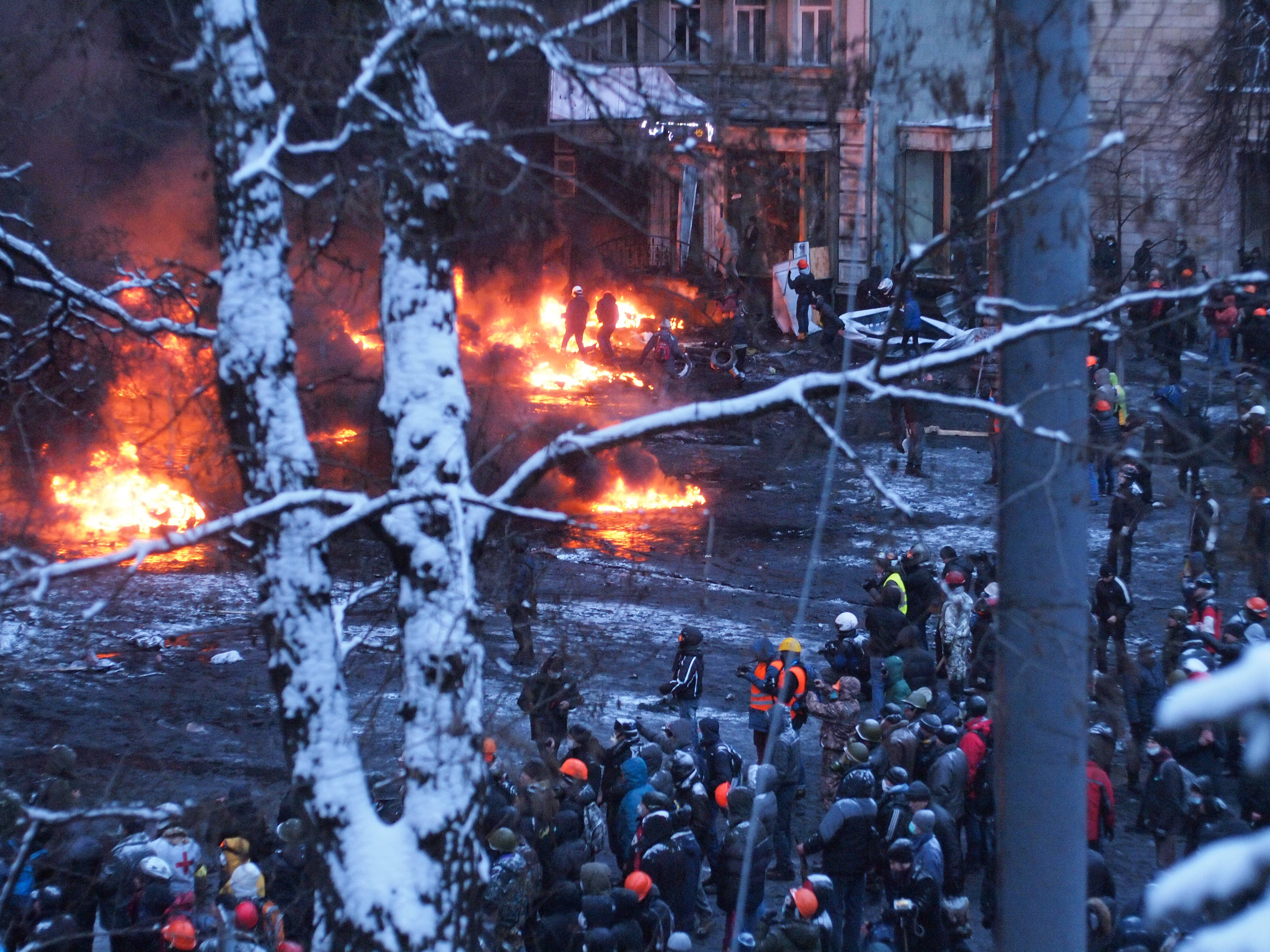
Кордон між багаттями і натовпом
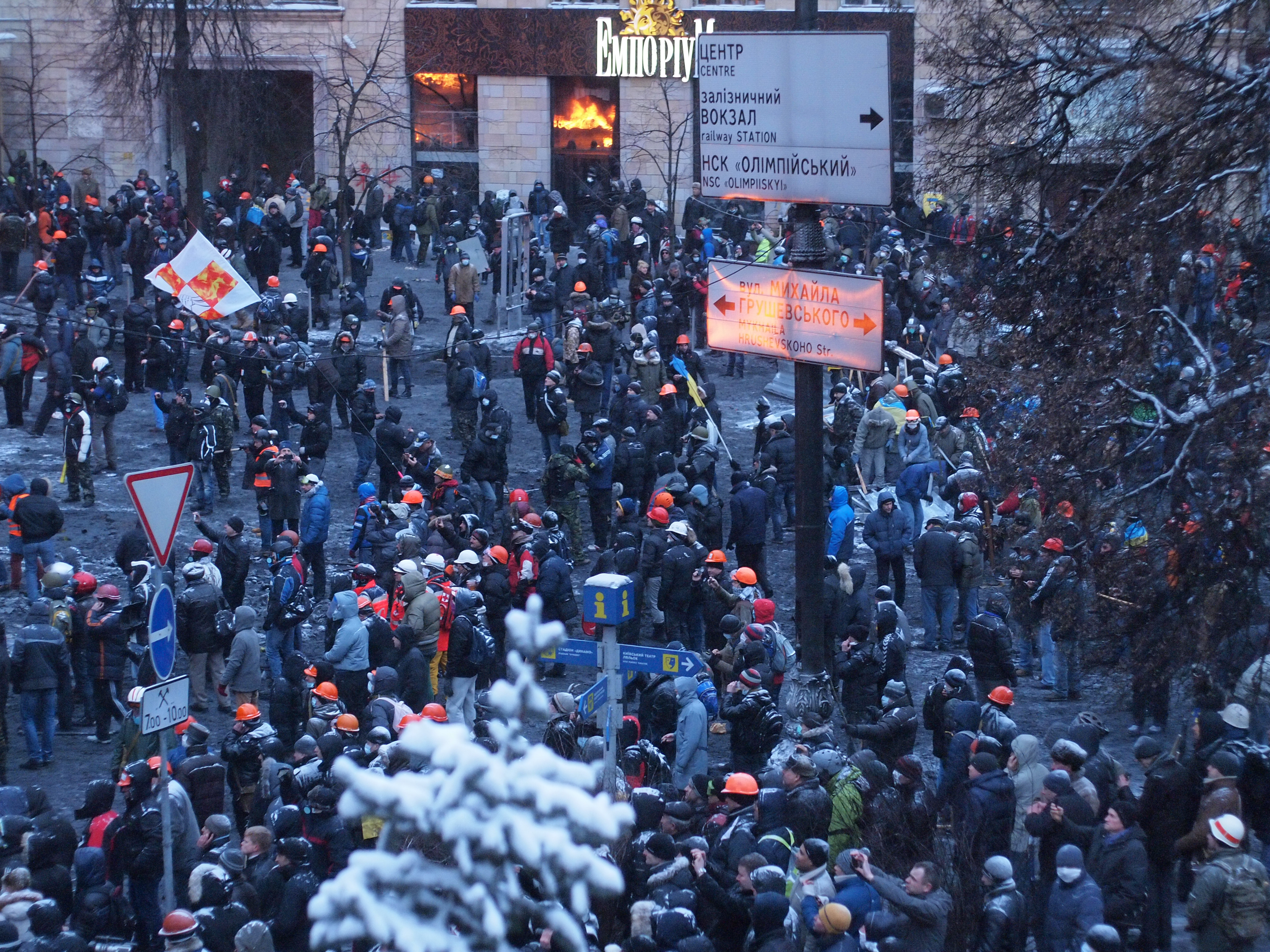
Протестувальники. Фото з пагорбів